# کرکس‌های جهان جدید
کرکس‌های آمریکایی یا کرکس‌های جهان جدید شامل ۷ گونه پرنده در ۵ سرده می‌باشد. این کرکس‌ها در مناطق گرم و معتدل قارهٔ آمریکا زندگی می‌کنند. به این خاطر که این پرندگان در قاره آمریکا هستند به کرکس‌های بر جدید معروف شده‌اند. آن‌ها شامل کرکس‌ها و رُخ‌کرکس‌های ساکن در آب و هوای خشک و گرم قاره آمریکا می‌شوند.

## سرده‌ها و گونه‌ها
کرکس‌های بر جدید که تیره‌ای از راستهٔ بازسانان است که پیش‌تر تصور می‌شد از راسته کرکس‌ها است. اغلب لاشه‌خوار هستند و به‌ندرت غذای خود را از طریق شکار به دست می‌آورند.
- سردهٔ "برهنه‌کرکس‌ها " (Gymnogyps)

رخ‌کرکس کالیفرنیا Gymnogyps californianus
- - گونه‌های فسیلی رخ‌کرکس‌ها:
  - Gymnogyps amplus
  - Gymnogyps howardae
  - Gymnogyps kofordi
  - Gymnogyps varonai
- سردهٔ "شاه‌کرکس " (Sarcoramphus)

شاه‌کرکس Sarcoramphus papa
- سردهٔ "رخ‌کرکس آند " (Vultur)

رخ‌کرکس آند Vulture gryphus
- سردهٔ «کرکس سیاه» (Coragyps)

کرکس سیاه Coragyps atratus
- سردهٔ "پاکیزه‌گرها " (Cathartes)
  - کرکس بوقلمونی Cathartes aura
  - کرکس سرزرد بزرگ Cathartes burrovianus
  - کرکس سرزرد کوچک Cathartes melambrotus